# Xenoleptura
Xenoleptura is een kevergeslacht uit de familie van de boktorren (Cerambycidae). De wetenschappelijke naam van het geslacht werd voor het eerst geldig gepubliceerd in 1981 door Danilevsky, Lobanov & Murzin.

## Soorten
Xenoleptura is monotypisch en omvat slechts de volgende soort:
- Xenoleptura hecate (Reitter, 1896)